# Kallnach
Kallnach é uma comuna da Suíça, localizada no Cantão de Berna, com 1.541 habitantes, de acordo com o censo de 2010 . Estende-se por uma área de 10,66 km², de densidade populacional de 145 hab/km². Confina com as seguintes comunas: Bargen, Finsterhennen, Fräschels (FR), Kerzers (FR), Niederried bei Kallnach, Siselen e Treiten.
A língua oficial desta comuna é o alemão.

## Idiomas
De acordo com o censo de 2000, a maioria da população fala alemão (96,0%), sendo o albanês a segunda língua mais comum, com 1,0%, e, em terceiro lugar, o francês, com 2,4%.